# Marcilly (Seine-et-Marne)
Marcilly is een gemeente in het Franse departement Seine-et-Marne (regio Île-de-France) en telt 375 inwoners (2004). De plaats maakt deel uit van het arrondissement Meaux.

## Geografie
De oppervlakte van Marcilly bedraagt 6,9 km², de bevolkingsdichtheid is 54,3 inwoners per km².
De onderstaande kaart toont de ligging van Marcilly (Seine-et-Marne) met de belangrijkste infrastructuur en aangrenzende gemeenten.

## Demografie
Onderstaande figuur toont het verloop van het inwonertal (bron: INSEE-tellingen).